# Hexafluorphosphorsäure
Hexafluorphosphorsäure ist eine chemische Verbindung aus der Gruppe der anorganischen Säuren bzw. Phosphor- und Fluorverbindungen. Das handelsübliche Produkt ist eine 60–70%ige Lösung.

## Gewinnung und Darstellung
Wasserfreie Hexafluorphosphorsäure kann durch Reaktion von Fluorwasserstoff mit Phosphorpentafluorid gewonnen werden, wobei Diethylether als Lösungsmittel dienen kann:
{\displaystyle \mathrm {PF_{5}+HF\longrightarrow HPF_{6}} }
Auch eine Darstellung aus Phosphorpentachlorid ist möglich, wenn man auf 110 °C erhitzt:
{\displaystyle \mathrm {PCl_{5}+6HF\longrightarrow HPF_{6}+5\ HCl} }
Wasserhaltige Hexafluorphosphorsäure kann auch durch Reaktion von Phosphorsäure oder Phosphorpentoxid mit Fluorwasserstoff bzw. Phosphorsäure mit Calciumfluorid und Schwefelsäure gewonnen werden.
{\displaystyle \mathrm {P_{2}O_{5}+12\ HF\longrightarrow 2\ HPF_{6}+5\ H_{2}O} }
{\displaystyle \mathrm {H_{3}PO_{4}+6\ HF\longrightarrow HPF_{6}+4\ H_{2}O} }
{\displaystyle \mathrm {H_{3}PO_{4}+3\ CaF_{2}+3\ H_{2}SO_{4}\longrightarrow \ } }{\displaystyle \mathrm {\ HPF_{6}\cdot 4\ H_{2}O+3\ CaSO_{4}} }

## Eigenschaften
Hexafluorphosphorsäure ist nur in Lösung stabil. Die wässrige Lösung ist farblos, reagiert sauer (Brønsted-Säure) und kann bis zu einer Konzentration von etwa 75 % konzentriert werden. Hexafluorphosphorsäure zersetzt sich bei erhöhten Temperaturen und setzt dabei Fluorwasserstoff frei. Das Hydrat wird als „Kristalline Hexafluorphosphorsäure“ bezeichnet. Dabei sind die PF6−-Ionen durch Oktaederstümpfe eingeschlossen, welche nach früheren Annahmen durch Wassermoleküle gebildet werden. Die Kernspinresonanzspektroskopie und chemische Analysen liefern aber Hinweise, dass das Gitter des Hydrates signifikante Mengen von Fluorwasserstoff und Hydroniumionen enthält, auch an Plätzen, die vorher dem Wasser zugeordnet wurden.
In der Umwelt ist das Hexafluorophosphat-Anion persistent und mobil.

## Verwendung
Hexafluorphosphorsäure wird als Katalysator bei der Photopolymerisation verwendet.
Sehr viele Salze der Hexafluorphosphorsäure werden für die Forschung, z. B. die Peptidsynthese, oder für technische Anwendungen hergestellt und kommerziell vertrieben, wie im Artikel Hexafluorophosphate näher beschrieben. Beispielsweise kommen sie auch in ionischen Flüssigkeiten zum Einsatz. Das wichtigste Salz ist das Lithiumhexafluorophosphat. Dieses wird gelöst in organischen Lösungsmitteln mit Konzentrationen von 1 mol/l oder mehr in Lithiumionenakkumulatoren verwendet und liefert dort die Lithiumionen für die Reaktionen der Elektroden. Gleichzeitig sorgt es für eine sehr gute elektrische Leitfähigkeit und eine geeignete Passivierung der verwendeten Aluminium-Stromzuführungen.